# Aqua Jack
Aqua Jack (アクアジャック?, Akua Jakku) è uno sparatutto a scorrimento frontale per arcade edito dalla Taito nel 1989. In Nord America venne pubblicato da Romstar nel 1990. Il titolo funge da prequel a The Ninja Warriors.
È stato emulato per la prima volta nel 2024 sul Taito Egret II Mini, un cabinato miniaturizzato dedicato al retrogaming contenente circa settanta preinstallati classici della compagnia.

## Trama
La prefazione è estrapolata dal volantino da sala (traduzione non ufficiale):
L'ultima trasmissione svanì, poi tacque... "Extraterrestre"... "Controllo mentale"... Non aveva molto senso. Qualcosa di straordinario, forse spaventoso si stava svolgendo dall'altra parte del globo e tutte le comunicazioni erano interrotte. Quell'ultima trasmissione era tutto ciò che avevamo e suonava come un avvertimento... In risposta, l'esercito ha impiegato il suo nuovo veicolo d'assalto ancora sperimentale, nome in codice Aqua-Jack!

## Modalità di gioco
Aqua Jack mette alla prova il giocatore nel controllare un hovercraft attraverso gli otto livelli di cui si compone. Il veicolo è dotato di una torretta, grazie alla quale potrà sparare tramite mirino per abbattere navi, elicotteri e mezzi corazzati che incrocia lungo il tragitto. Compiendo salti può evitare mine e variegati ostacoli naturali sempre presenti sul percorso. Alla fine di ciascun livello si trova un boss da affrontare e sconfiggere, il quale gli si infligge seri danni colpendolo con un attacco speciale a base di missili (disponibili in quantità limitata), premendo il pulsante apposito. Uno stesso missile può essere usato per distruggere quanti più nemici in un sol colpo.

## Accoglienza
In Giappone, la rivista Game Machine ha elencato Aqua Jack nel numero del 15 ottobre 1989 come la quattordicesima unità arcade di maggior successo del mese.